# Gabino Bandera y Mata
Gabino Bandera y Mata (Iguala, Guerrero, 1888-Ciudad de México, 1926) fue un militar mexicano que participó en la Revolución mexicana. Alcanzó el grado de general y fue elegido diputado al Constituyente por Zacapoaxtla.

## Biografía
Nació en Iguala, Guerrero, en 1888. Sus padres fueron Fructuoso Bandera y María Issac Mata. Inició la carrera de Medicina, pero la que interrumpió para sumarse a las fuerzas revolucionarias, presentándose ante Francisco I. Madero, en noviembre de 1910.
Fue comisionado para difundir en el sur el Plan de San Luis e insurreccionar en el estado de Guerrero, al lado de jefes como Emiliano Zapata y Ambrosio Figueroa Mata. A partir de entonces fue cercano con Madero, quién luego lo comisionó para conferenciar con Zapata cuando éste se sublevó contra el gobierno; no tuvo éxito en la misión y tuvo que salir apresuradamente de Morelos. Durante la Decena Trágica combatió al grupo atrincherado en la Ciudadela. A la muerte de Madero salió del país pero luego se unió a las fuerzas constitucionalistas del General Francisco Cossio Robelo, interviniendo en la Batalla de La Labor, en San Luis Potosí; la Batalla de Tempoal, en Veracruz; la Batalla de Huejutla, en Hidalgo y la Batalla de Villa Guerrero, en San Luis Potosí. Después estuvo en las fuerzas del General Adalberto Palacios, tomando parte en varios combates; se destacó en la acción de la Hacienda de Calderona, Puebla, en enero de 1915.
Fue delegado a la Convención de Aguascalientes en octubre de 1914 en representación del General Gabriel Gavira; fue diputado por el Distrito de Zacapoaxtla, Puebla, al Congreso Constituyente donde figuró en el grupo radical y a las XXVII y XXVIII Legislaturas de México.
Gabino Bandera y Mata falleció en un accidente automovilístico, en Ciudad de México, el 17 de junio de 1926.